# لويز هانسن
لويز هانسن (4 مايو 1975 في الدنمارك - ) هي مدربة كرة قدم ولاعبة كرة قدم دانمركية في مركز الوسط، شاركت في الألعاب الأولمبية الصيفية 1996. وشاركت مع منتخب الدنمارك لكرة القدم للسيدات. أما مع النوادي، فقد لعبت مع إف إف سي فرانكفورت وسبورت فرند زيغن ‏.

## وصلات خارجية
- لويز هانسن على موقع الاتحاد الدولي (مؤرشف)  (الإنجليزية)
- لويز هانسن على موقع قاعدة بيانات كرة القدم.إي يو (الإنجليزية)
- لويز هانسن على موقع عالم كرة القدم.نت (الإنجليزية)
- لويز هانسن على موقع أوليمبيديا (الإنجليزية)